# Шингистай
Шингиста́й (каз. Шыңғыстай) — село у складі Катон-Карагайського району Східноказахстанської області Казахстану. Входить до складу Катон-Карагайського сільського округу.
Населення — 558 осіб (2021; 818 у 2009, 1208 у 1999, 1050 у 1989).
Національний склад станом на 1989 рік:
- казахи — 100 %

У радянські часи село мало також назву Чингістай.